# برایان رودریگز
برایان رودریگز (انگلیسی: Braian Rodríguez؛ زادهٔ ۱۴ اوت ۱۹۸۶) بازیکن فوتبال اهل اروگوئه است که در پست مهاجم برای باشگاه برزیلی ژوونتود بازی می‌کند.